# Malans, Doubs
Malans är en kommun i departementet Doubs i regionen Bourgogne-Franche-Comté i östra Frankrike. Kommunen ligger i kantonen Amancey som tillhör arrondissementet Besançon. År 2022 hade Malans 151 invånare.

## Befolkningsutveckling
Antalet invånare i kommunen Malans
Referens:INSEE